# 爬鳅
爬鳅（学名：Balitora brucei）为爬鰍科爬鳅属的鱼类。分布于印度北部、不丹、孟加拉国、尼泊尔、缅甸以及中国云南景洪等。该物种的模式产地在印度北部。

## 扩展阅读
維基物種上的相關：爬鳅